# 田中二郎
田中 二郎（たなか じろう、1906年（明治39年）7月14日 - 1982年（昭和57年）1月16日）は、日本の法学者。専門は行政法、租税法。東京大学名誉教授。兵庫県出身。1964年 - 1973年最高裁判所判事。1976年日本学士院会員、1980年文化功労者。美濃部達吉門下。弟子に塩野宏、雄川一郎、藤田宙靖など。

## 略歴
- 旧制第一神戸中学校（後の兵庫県立神戸高等学校）卒
- 旧制第五高等学校（後の熊本大学）卒
- 1928年 高等文官試験行政科試験合格
- 1929年 東京帝国大学法学部政治学科卒
- 1929年 東京帝国大学法学部助手
- 1931年 東京帝国大学法学部助教授
- 1941年 東京帝国大学法学部行政法第二講座教授
- 1947年 北海道大学教授を兼務（1952年まで）
- 1959年 東京大学法学部長（1961年まで）・行政法第一講座教授
- 1962年 法学博士（東京大学）（学位論文「行政法総論」）
- 1964年 最高裁判所判事（1973年まで）
- 1967年 東京大学名誉教授
- 1974年 弁護士登録
- 1982年 癌で死去

## 人物
- 美濃部達吉の弟子[1]。戦前から昭和30年代までの日本の行政法学をリードした学者であり、美濃部が打ち立てた自由主義的行政法理論を継承・発展させた田中説は、基本法典を持たない行政法という分野での通則としての機能を果たした。また門下に有力な行政法学者を多数輩出しており、最高裁判所判事を務めた藤田宙靖（東北大学名誉教授）もその一人である。
- その主著『行政法（上）・（中）・（下）』（弘文堂）は、公務員試験・司法試験における基本書として長く用いられ、行政法に関する「通説」としての役割を果たしてきた。
- 妻は商法学者で東京帝国大学教授や帝国学士院院長等を歴任した岡野敬次郎の娘。娘は行政法学者で東京大学名誉教授・日本学士院院長の塩野宏に嫁いでいる。
- 1964年1月16日に57歳で最高裁判事に就任した。田中を最後に、50歳代で最高裁判事に就任した者は2022年11月に至るまで現れていない。1967年1月29日の最高裁判所裁判官国民審査において、罷免を可とする票3,449,692票、罷免を可とする率8.21%で信任。同時に審査された7判事のうち罷免を可とする票の数が最少であった。

## 意見
- 悪徳の栄え事件において、相対的わいせつ概念の観点から、横田正俊などとともに、多数意見に反して無罪を主張した。
- 売春婦に大幅な行動の自由を認める売春宿を運営していた者が、売春防止法第12条の違背で起訴され、管理売春の定義が争われた事件において、多数意見に反して一人だけ管理売春の成立を否定し、法定刑の軽い通常の売春助長行為の罪で処罰すべきと論じた。

## 主な著作
- 『新版 行政法上巻 全訂第2版』（弘文堂、1974年） ISBN 4-335-30003-4
- 『新版 行政法中巻 全訂第2版』（弘文堂、1976年） ISBN 4-335-30004-2
- 『新版 行政法下巻 全訂第2版』（弘文堂、1983年）
- 『行政法総論』（有斐閣法律学全集、1957年） ISBN 4-641-00506-0
- 『租税法〔第3版〕』（有斐閣法律学全集、1990年） ISBN 4-641-90147-3

## 著書
- 行政法講義案 有斐閣 1948
- 行政法の基本原理 勁草書房 1949 （法学叢書）
- 地方の政治 三省堂出版 1950 （社会科文庫）
- 略説行政法 良書普及会 1950
- 行政法大意 勁草書房 1950 （法学普及講座）
- 法律による行政の原理 酒井書店 1954
- 行政行為論 有斐閣 1954
- 行政争訟の法理 有斐閣 1954
- 行政上の損害賠償及び損失補償 酒井書店 1954
- 地方制度改革の諸問題 有信堂 1955
- 公法と私法 有斐閣 1955
- 行政法総論 有斐閣 1957 （法律学全集）
- 要説行政法 弘文堂 1960 （法律学入門双書）
- 広域行政論 有斐閣 1963
- 租税法 有斐閣 1968 （法律学全集）
- 司法権の限界 弘文堂 1976 （行政争訟研究双書）
- 日本の司法と行政 戦後改革の諸相 有斐閣 1982.10

## 共編著
- 中華民国憲法草案 宮沢俊義共著 中央大学 1935
- 立憲主義と三民主義・五権憲法の原理 宮沢俊義 中央大学, 1937
- 新憲法関係法規集 宮沢俊義共編 国立書院 1948 （新憲法大系）
- 官僚論・選挙制度・地方自治制 鵜飼信成,宮沢俊義共著 三元社 1948 （学生文庫）
- 行政法講座 全6巻 原竜之助,柳瀬良幹共編 有斐閣 1956-66
- 府県制度改革批判地方制度調査会の答申をめぐって 俵静夫,鵜飼信成共編 有斐閣 1957
- 行政法演習 雄川一郎共編 有斐閣 1963
- 新都市計画論 俵静夫,原竜之助共編 評論社 1966 （現代地方自治双書）
- 地域開発論 俵静夫,原竜之助 評論社 1966 （現代地方自治双書）
- 都市整備論 俵静夫,原竜之助 評論社 1966 （現代地方自治双書）
- 土地政策論 俵静夫,原竜之助 評論社 1968 （現代地方自治双書）
- 府県政の展望 俵静夫,原竜之助 評論社 1968 （現代地方自治双書）
- 地方自治二十年 その回顧と将来の展望 俵静夫,原竜之助 評論社 1970 （現代地方自治双書）
- 道州制論 俵静夫,原竜之助 評論社 1970 （現代地方自治双書）
- 体系地方自治判例集 成田頼明共編 第一法規出版 1976.10-
- 小六法 昭和53年度 鈴木竹雄共編 有斐閣 1977.11
- 六法全書 昭和52年版 鈴木竹雄共編 有斐閣 1977-86
- みんなで考えよう地方自治 岸昌対談 ぎょうせい 1977.12

## 記念論集
- 公法の理論 田中二郎先生古稀記念 有斐閣 1976-77
- 公法の課題 田中二郎先生追悼論文集 雄川一郎ほか編 有斐閣 1985.1